# Skovgårdsskolen
Skovgårdsskolen er en folkeskole, der er beliggende i bydelen Ordrup i Gentofte Kommune. Skolen har ca. 750 elever.
Skolen er opført på den grund, hvor landstedet Skovgårdens hovedbygning oprindeligt lå. Her foregik undervisningsvirksomhed helt tilbage i 1800-tallet.
Skovgårdsskolen er tegnet af arkitekterne Hans Erling Langkilde og Ib Martin Jensen og taget i brug trinvis fra januar 1951. Den er siden til- og ombygget i 2009 og 2010, hvor der blandt andet opførtes en tilbygning i gården samt en ny sportshal, begge tegnet af arkitekt Søren Robert Lund.
Skolen er opdelt i en afdeling for indskolingen (0.-5. klasse) og udskolingen (6.-9. klasse).